# Гулордава Едуард Еросійович
Едуард Еросійович Гулордава (нар. 11 грудня 1989, Кременчук, УРСР) — український футболіст, захисник.

## Життєпис
Футбольну кар'єру розпочав у 2005 році в складі аматорського клубу «Атлант-Вагонобудівельник-Кремінь». У 2006 році підписав контракт з «Кременем». Дебютував за кременчуцьку команду 31 липня 2006 року в програному (0:1) виїзному поєдинку 1-о туру групи Б Другої ліги проти комсомольського «Гірника-спорту». Едуард вийшов на поле в стартовому складі, а на 46-й хвилині його замінив Едвін Валєєв. Окрім виступів за першу команду клубу, в сезоні 2006/07 років також залучався й до матчів аматорського фарм-клубу кременчуцької команди, «Кремінь-2-Криничка» (8 матчів). У футболці «Кременя» провів 22 поєдинки в Другій лізі. По завершенні сезону 2007/08 років залишив розташування кременчуцького клубу. З 2010 по 2011 рік виступав за аматорський клуб «Колос» (Кобеляки). У 2017 році виступав у чемпіонаті Кременчука з пляжного футболу за команду «Стріт».